# لبلبو (سر أسياب يوسفي)
لبلبو (بالفارسية: لپلپو) هي قرية تقع في إيران في قسم سر أسياب يوسفي الريفي.